# 睜開你的眼睛 (雜誌)
睜開你的眼睛（英語：Open Your Eyes，縮寫：OYE），是一本針對美國拉丁裔男性的雜誌，總部位於洛杉磯。該雜誌的出版時間跨足自1999年7月至2011年，提供了關於娛樂、女性、運動、汽車、人際關係、幽默以及拉丁文化的各種報導和故事。